# Ашау-ам-Інн
Ашау-ам-Інн (нім. Aschau am Inn) — громада в Німеччині, розташована в землі Баварія. Підпорядковується адміністративному округу Верхня Баварія. Входить до складу району Мюльдорф.
Площа — 20,79 км2. Населення становить 3388 ос. (станом на 31 грудня 2020).